# Willem Einthoven
Willem Einthoven, nizozemski fiziolog, * 22. maj, 1860, Semarang, Indonezija, † 29. september, 1927, Leiden, Nizozemska.

## Mladost
Einthovnov oče je opravljal zdravniško prakso v Vzhodni Indiji. Po njegovi smrti leta 1870 se je družina vrnila na Nizozemsko in se naselila v Utrechtu. Leta 1878 se je kljub velikemu zanimanju za fiziko vpisal na Univerzo v Utrechtu in začel šudirati medicino. Končal jo je leta 1885 in takoj so ga imenovali za profesorja fiziologije na Univerzi v Leidnu.

## Električni tokovi v človeškem telesu
Že med študijem se je začel zanimati za majhne električne tokove, ki nastajajo v človeškem telesu. Obstoj le-teh je bil znan že iz časov Luigija Galvanija, italijanskega anatoma, ki je živel stoletje prej, vendar znanje o njih takrat ni bilo še uporabno za področje medicine.
Srce na primer deluje pri zdravem človeku v popolnem ritmu. Ta se kaže vzdolž srčne mišice. Einthoven je domneval, da bi morda odklon od normalnega širjenja tokov lahko uporabili za ugotavljanje patoloških pojavov, še preden bi jih lahko odkrili na katerikoli drug način.
Leta 1903 je Einthoven razvil prvi galvanometer na struno. Sestavljala ga je tanka prevodna žica, speljana skozi magnetno polje. Tok, ki je stekel skozi žico, je povzročil, da bi se ta odklonila v pravem kotu na smer magnetnih silnic, velikost odklona pa bi bila sorazmerna z jakostjo toka. Občutljivost izuma je bila zadostna za snemanje spremenljivih električnih potencialov srca.
Einthoven je nenehno izpopolnjeval svoj izum in ugotavljal pomen naraščanja in padanja potenciala. Do leta 1906 je primerjal dobljene vrhove in doline z različnimi vrstami srčnih nepravilnosti; rezultat so pozneje imenovali elektrokardiogram oziroma EKG. Slednji je tako postal dragoceni diagnostični pripomoček, poleg tega pa je pokazal pot nemškemu psihiatru Hansu Bergerju, da je podobno začel snemati električne potenciale v možganih (iz njegovega odkritja se je pozneje razvila tehnika elektroencefalograma). Joseph Erlanger in Herbert Spencer Gasser, ameriška fiziologa, sta do kraja izpopolnila tehniko ter tako dobila še dodatno informacijo o električnih lastnostih živca. 
Leta 1924 je Einthoven dobil za razvoj elektrokardiografije Nobelovo nagrado za fiziologijo ali medicino.